# Alfredo Baranda García
Alfredo Baranda García (Ciudad de México, 11 de noviembre de 1944-Ciudad de México, 6 de marzo de 2024) fue un abogado y político mexicano, miembro del Partido Revolucionario Institucional y que fue gobernador del Estado de México con carácter de sustituto de 1986 a 1987.

## Biografía
Alfredo Baranda fue licenciado en Derecho egresado de la Universidad Nacional Autónoma de México (UNAM), y contó con dos Maestrías, una en economía en El Colegio de México y otra en administración en la Universidad de Harvard. Inició su carrera en el servicio público como funcionario del Banco de México, posteriormente ocupó el cargo de Director de Política del Sistema Financiero en la Secretaría de Hacienda. 
En 1982, el gobernador del Estado de México, Alfredo del Mazo González lo nombró Secretario de Finanzas, cargo en el que permaneció hasta 1986 cuando, al solicitar licencia Del Mazo para dejar la gubernatura, el Congreso del Estado de México nombró a Baranda para sustituirlo el año restante del periodo constitucional.
Posterior a la gubernatura se desempeñó como embajador de México en España (1987-1989), director de Telmex, procurador federal del Consumidor (1990-1994) y director general de Aeropuertos y Servicios Auxiliares (ASA), en 1996.
Falleció en la Ciudad de México el 6 de marzo de 2024, a la edad de 79 años.